# Дванадцять монет давньої Японії

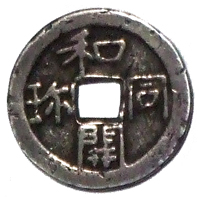
Срібна монета «Вадо-кайтін» (708).

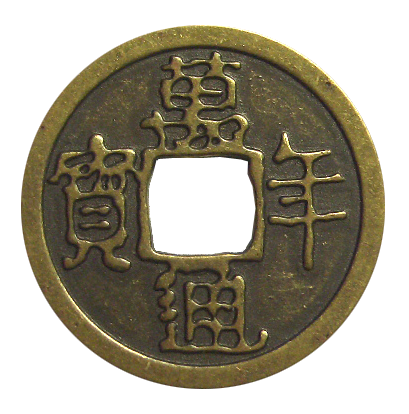
Мідна монета «Маннен-цухо» (760).

Дванадцять монет давньої Японії (皇朝十二銭, こうちょうじゅうにせん, котьо дзюні сен) — загальна назва 12 серій монет, які відливалися в Японії протягом 708 — 963 років, впродовж періодів Нара та Хей'ан. Монети перебували в обігу лише в деяких районах столичного регіону Кінкі і служили символом японської державної незалежності, радше ніж реальною валютою.

## Серії
| Назва        | Ієрогліфи | Переклад                          | Рік | Ненґо               |
| ------------ | --------- | --------------------------------- | --- | ------------------- |
| Вадо-кайтін  | 和同開珎  | Скарб року Вадо                   | 708 | 1 рік Вадо          |
| Маннен-цухо  | 万年通宝  | Вічність через скарб              | 760 | 4 рік Темпьо-Ходзі  |
| Дзінко-кайхо | 神功開宝  | Божественний скарб                | 765 | 1 рік Темпьо-Дзінґо |
| Рюей-ейхо    | 隆平永宝  | Скарб миру і вічності             | 796 | 15 рік Енряку       |
| Фудзю-дзінхо | 富寿神宝  | Багате життя божественного скарбу | 818 | 9 рік Конін         |
| Дзьова-сьохо | 承和昌宝  | Мир через скарб                   | 835 | 2 рік Дзьова        |
| Тьонен-тайхо | 長年大宝  | Довголіття великого скарбу        | 848 | 1 рік Кадзьо        |
| Ньоекі-сімпо | 饒益神宝  | Багатство божественного скарбу    | 859 | 1 рік Дзьоґан       |
| Дзьоґан-ейхо | 貞観永宝  | Вічний скарб року Дзьоґан         | 870 | 12 рік Дзьоґан      |
| Кампьо-тайхо | 寛平大宝  | Великий скарб року Кампьо         | 890 | 2 рік Кампьо        |
| Енґі-цухо    | 延喜通宝  | Скарб року Енґі                   | 907 | 7 рік Енґі          |
| Канґен-тайхо | 乾元大宝  | Великий скарб основи ян           | 958 | 2 рік Тентоку       |